# جائزة بريطانيا الكبرى 1972
جائزة بريطانيا الكبرى 1972 هو سباق فورمولا 1 أقيم بتاريخ 15 يوليو 1972 في كنت، إنجلترا. كان السابع من أصل 12 في بطولة العالم لسباقات الفورمولا واحد موسم 1972. حلّ البرازيلي إيمرسون فيتيبالدي أولا بينما جاء البريطاني جاكي ستيورات في المركز الثاني وحصل على المركز الثالث الأمريكي بيتر ريفسون.